# Gyirmót FC Győr
Gyirmót Futball Club Győr är en fotbollsklubb från Győr (Gyirmót) i Ungern. Klubben grundades 1993 och spelar sina hemmamatcher på Ménfői úti Stadion som har en publikkapacitet på 4 500 åskådare.

## Meriter
Nemzeti Bajnokság II:
Vinnare (1): 2015–16
Tvåa (1): 2020–21

## Placering tidigare säsonger
| Säsong  | Nivå | Liga                 | Placering | Referens | Notering                             |
| ------- | ---- | -------------------- | --------- | -------- | ------------------------------------ |
| 2013/14 | 2    | Nemzeti Bajnokság II | 3         | [ 2 ]    |                                      |
| 2014/15 | 2    | Nemzeti Bajnokság II | 3         | [ 3 ]    |                                      |
| 2015/16 | 2    | Nemzeti Bajnokság II | 1         | [ 4 ]    | Uppflyttad till Nemzeti Bajnokság I  |
| 2016/17 | 1    | Nemzeti Bajnokság I  | 12        | [ 5 ]    | Nedflyttad till Nemzeti Bajnokság II |
| 2017/18 | 2    | Nemzeti Bajnokság II | 6         | [ 6 ]    |                                      |
| 2018/19 | 2    | Nemzeti Bajnokság II | 4         | [ 7 ]    |                                      |
| 2019/20 | 2    | Nemzeti Bajnokság II | 7         | [ 8 ]    |                                      |
| 2020/21 | 2    | Nemzeti Bajnokság II | 2         | [ 9 ]    | Uppflyttad till Nemzeti Bajnokság I  |
| 2021/22 | 1    | Nemzeti Bajnokság I  | 12        | [ 10 ]   | Nedflyttad till Nemzeti Bajnokság II |

## Kända spelare
- Balog Zoltán
- Balogh Béla
- Bognár Zsolt
- Bori Gábor
- Csizmadia Csaba
- Ferenczi István
- Filkor Attila
- Fitos László
- Korsós Attila
- Molnár Balázs
- Regedei Csaba
- Simon Ádám